# Jonquières (Hérault)
Jonquières – miejscowość i gmina we Francji, w regionie Oksytania, w departamencie Hérault.
Według danych na rok 1990 gminę zamieszkiwało 299 osób, a gęstość zaludnienia wynosiła 146 osób/km² (wśród 1545 gmin Langwedocji-Roussillon Jonquières plasuje się na 627. miejscu pod względem liczby ludności, natomiast pod względem powierzchni na miejscu 1106.).